# Viridithemis viridula
Viridithemis viridula là loài chuồn chuồn trong họ Libellulidae. Loài này được Fraser mô tả khoa học đầu tiên năm 1960.